# Мишел Гондри
Мишѐл Гондрѝ (на френски: Michel Gondry) е френски сценарист и режисьор.

## Биография и творчество
Кариерата на Мишел Гондри стартира с видео-клип на френската рок-група Уи Уи (Oui Oui), в която той свирел на барабани. Работата му била забелязана от Бьорк и той режисира клипа към нейната песен Human Behaviour, а до този момент и още 5 нейни видео-клипа. Други артисти с които е работил Гондри са Уайт Страйпс, Рейдиохед, Кемикъл Брадърс, Бек, Масив Атак, Дафт Пънк. Правил е и рекламни клипове за някои от най-големите световни компании.
Първия пълнометражен филм на Мишел Гондри, озаглавен „Човешка природа“ (2001), предизвиква смесени отзиви. Но с втория си филм „Блясъкът на чистия ум“ (2004) обира овациите на публика и критика. В този филм могат да се видят много от техническите похвати, които режисьора използва и във видео-клиповете си. Гондри печели Академична награда за сценария на този филм заедно с Чарли Кауфман и Пиер Бисмут.
Гондри режисира и документалния филм, посветен на Дейв Чапел „Купон с Дейв Чапел“ (2006). Последният му филм „Наука за съня“ (2006) е сюрреалистична фантастична приказка, в която той използва още повече техническите ефекти, утвърдени в „Блясъкът на чистия ум“. В него участва мексиканския актьор Гаел Гарсия Бернал.

## Филмография
- „Човешка природа“ (Human Nature) (2001)
- „Блясъкът на чистия ум“ (Eternal Sunshine of the Spotless Mind) (2004), за който взема наградата на Френската филмова академия за сценарий.
- „Купон с Дейв Чапел“(Dave Chappelle's Block Party) (2006)
- „Наука за съня“ (The Science of Sleep) (2006)